# Токат (ил)
Токат (тур. Tokat) — ил на севере Турции.

## География
Ил Токат граничит с илом Орду на северо-востоке, Амасья на северо-западе, Йозгат на юго-западе и Сивас на юго-востоке.
Крупные реки: Ешильырмак, Келькит, Чекерек.
По территории ила проходят горные хребты Деведжи (г. Акдаг 1900 м), Ешильырмак (г. Маму 1779 м) и Джаник.

## Население
Население — 828 027 жителей (2009).
Крупнейший город и административный центр — Токат.

## Административное деление

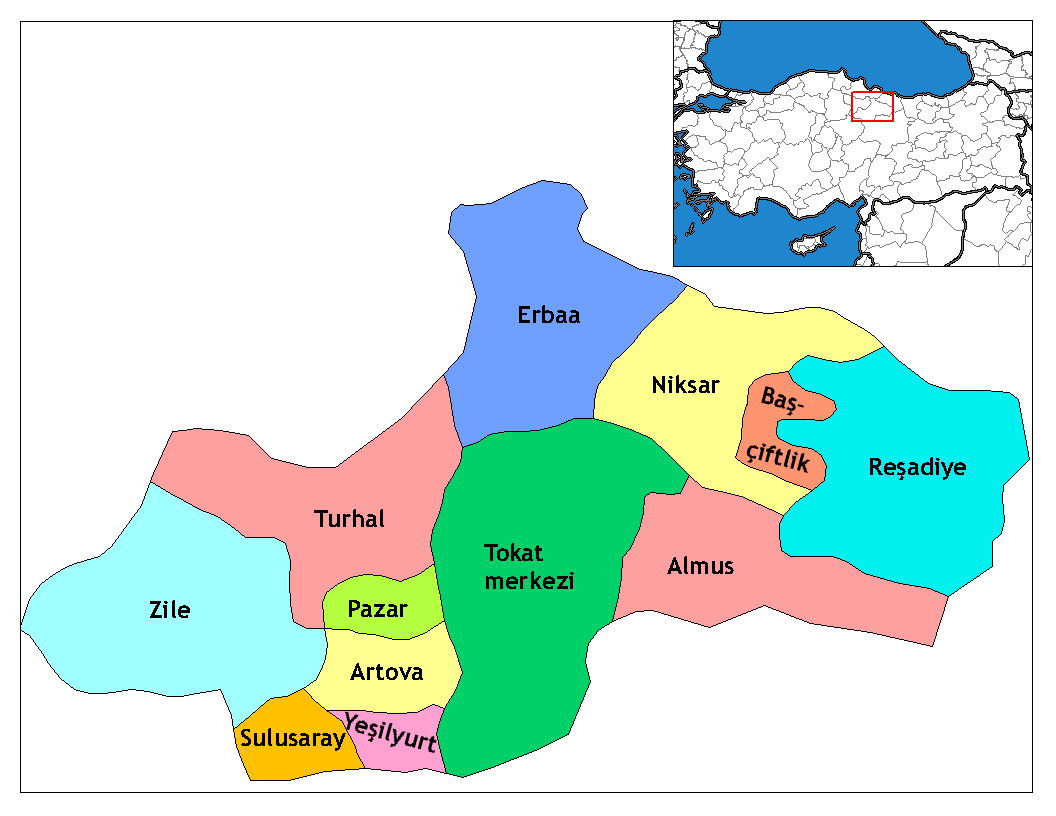

Ил Токат разделён на 12 районов:
1. Алмус (Almus)
2. Артова (Artova)
3. Башчифтлик (Başçiftlik)
4. Эрбаа (Erbaa)
5. Никсар (Niksar)
6. Пазар (Pazar)
7. Решадие (Reşadiye)
8. Сулусарай (Sulusaray)
9. Токат (Tokat)
10. Турхал (Turhal)
11. Ешильюрт (Yeşilyurt)
12. Зиле (Zile)

## Достопримечательности
Ил Токат лежит у бассейна реки Ешильырмак, где были основаны четырнадцать государств и множество княжеств, начиная с 4000 года до н. э. Ил является туристическим центром.
Среди достопримечательностей:
- крепость Токат,
- развалины древних городов Себастополис (Сулусарай), Масат Тумулус, Ниджеполис,
- мечети и мавзолеи,
- другие археологические и античные области — Хорозтепе, Никсар, Туфантепе и Комана Понтика,
- горячие источники Токата: гейзер Сулусарай и гейзер Решадие.